# Lotta greco-romana ai Giochi della XIV Olimpiade - Pesi piuma
La competizione della categoria pesi piuma (fino a 62 kg) di lotta greco-romana dei Giochi della XIV Olimpiade si è svolta dal 3 al 6 agosto al Earls Court Exhibition Centre a Londra.

## Formato
Ad ogni incontro venivano assegnate le seguenti penalità:
- 0 = Al vincitore per schienata
- 1 = Al vincitore per decisione
- 2 = Allo sconfitto per decisione (1 giudici contro 2)
- 3 = Allo sconfitto per decisione (0 giudici contro 3)
- 3 = Allo sconfitto per schienata

Con cinque penalità o più il lottatore veniva eliminato.

## Risultati
| Legenda                                  | Legenda |
| ---------------------------------------- | ------- |
| Lottatore con 5 penalità o più Eliminato |         |

### 1º Turno
Si è disputato il 3 agosto.
| Vincitore        | Pen. | Risultato | Sconfitto               | Pen. |
| ---------------- | ---- | --------- | ----------------------- | ---- |
| Erkki Talosela   | 1    | 3:0       | El-Sayed Mohamed Kandil | 3    |
| Henk Dijk        | 1    | 3:0       | Omar Blebel             | 3    |
| Luigi Campanella | 0    | Schienata | Antonios Gryllos        | 3    |
| Egil Solsvik     | 1    | 3:0       | Adolf Müller            | 3    |
| Safi Taha        | 0    | Schienata | Raymond Strasser        | 3    |
| Ferenc Tóth      | 1    | 2:1       | Jan Stehlík             | 2    |
| Antoine Merle    | 0    | Schienata | Jack Mortimer           | 3    |
| Olle Anderberg   | 0    | Schienata | Georg Weidner           | 3    |
| Mehmet Oktav     | 0    |           | Esentato                |      |

Jan Stehlík si ritira. Adolf Müller squalificato per aver superato il peso.

### 2º Turno
Si è disputato il 4 agosto.
| Vincitore               | Pen. | Risultato | Sconfitto        | Pen. |
| ----------------------- | ---- | --------- | ---------------- | ---- |
| Mehmet Oktav            | 1    | 3:0       | Erkki Talosela   | 4    |
| El-Sayed Mohamed Kandil | 4    | 3:0       | Henk Dijk        | 4    |
| Antonios Gryllos        | 4    | 2:1       | Omar Blebel      | 5    |
| Luigi Campanella        | 1    | 2:1       | Egil Solsvik     | 3    |
| Ferenc Tóth             | 1    | Schienata | Jack Mortimer    | 6    |
| Georg Weidner           | 3    | Schienata | Raymond Strasser | 6    |
| Safi Taha               | 1    | 3:0       | Antoine Merle    | 3    |
| Olle Anderberg          | 0    |           | Esentato         |      |

### 3º Turno
Si è disputato il 5 agosto.
| Vincitore               | Pen. | Risultato | Sconfitto        | Pen. |
| ----------------------- | ---- | --------- | ---------------- | ---- |
| Mehmet Oktav            | 1    | Schienata | Olle Anderberg   | 3    |
| Erkki Talosela          | 4    | Schienata | Henk Dijk        | 7    |
| El-Sayed Mohamed Kandil | 4    | Schienata | Antonios Gryllos | 7    |
| Luigi Campanella        | 2    | 2:1       | Ferenc Tóth      | 3    |
| Egil Solsvik            | 4    | 3:0       | Antoine Merle    | 6    |
| Georg Weidner           | 3    | Schienata | Safi Taha        | 4    |

### 4º Turno
Si è disputato il 5 agosto.
| Vincitore        | Pen. | Risultato | Sconfitto               | Pen. |
| ---------------- | ---- | --------- | ----------------------- | ---- |
| Olle Anderberg   | 3    | Schienata | Erkki Talosela          | 6    |
| Mehmet Oktav     | 2    | 3:0       | El-Sayed Mohamed Kandil | 7    |
| Luigi Campanella | 3    | 3:0       | Safi Taha               | 7    |
| Ferenc Tóth      | 3    | Schienata | Egil Solsvik            | 7    |
| Georg Weidner    | 3    |           | Esentato                |      |

### 5º Turno
Si è disputato il 6 agosto.
| Vincitore      | Pen. | Risultato | Sconfitto        | Pen. |
| -------------- | ---- | --------- | ---------------- | ---- |
| Mehmet Oktav   | 3    | 2:1       | Georg Weidner    | 5    |
| Olle Anderberg | 3    | Schienata | Luigi Campanella | 6    |
| Ferenc Tóth    | 3    |           | Esentato         |      |

### 6º Turno
Si è disputato il 6 agosto.
| Vincitore      | Pen. | Risultato | Sconfitto   | Pen. |
| -------------- | ---- | --------- | ----------- | ---- |
| Olle Anderberg | 3    | Schienata | Ferenc Tóth | 6    |
| Mehmet Oktav   | 3    |           | Esentato    |      |

## Classifica finale
| Pos.    | Atleta                  | Nazione        |
| ------- | ----------------------- | -------------- |
| Oro     | Mehmet Oktav            | Turchia        |
| Argento | Olle Anderberg          | Svezia         |
| Bronzo  | Ferenc Tóth             | Ungheria       |
| 4       | Georg Weidner           | Austria        |
| 5       | Luigi Campanella        | Italia         |
| 6       | El-Sayed Mohamed Kandil | Egitto         |
| 6       | Erkki Talosela          | Finlandia      |
| 6       | Safi Taha               | Libano         |
| 6       | Egil Solsvik            | Norvegia       |
| 10      | Antoine Merle           | Francia        |
| 11      | Antonios Gryllos        | Grecia         |
| 11      | Henk Dijk               | Paesi Bassi    |
| 13      | Omar Blebel             | Argentina      |
| 14      | Jack Mortimer           | Gran Bretagna  |
| 14      | Raymond Strasser        | Lussemburgo    |
| 16      | Jan Stehlík             | Cecoslovacchia |
| -       | Adolf Müller            | Svizzera       |